# Schronisko PTT „Na Piaskach” w Pieninach
Schronisko PTT „Na Piaskach” w Pieninach – nieistniejące schronisko turystyczne Polskiego Towarzystwa Tatrzańskiego, położone w Pieninach, w Szczawnicy na terenie osiedla Piaski.

## Historia
Schronisko zostało uruchomione 1 lipca 1925 przez Oddział Polskiego Towarzystwa Tatrzańskiego „Beskid” w Nowym Sączu. Początkowo wydzierżawiono od magistratu miasta Nowego Sącza dwa pomieszczenia w drewnianym budynku nieopodal mostu na Dunajcu – między Szczawnicą i Krościenkiem. Od 1928 gospodarzem schroniska był Marian Kaszyczko. W obiekcie kontynuowano prace remontowe i adaptacyjne. Od 1931 w pobliżu funkcjonowało schronisko „U Jacka Majerczaka”, prowadzone przez Oddział Pieniński Polskiego Towarzystwa Tatrzańskiego.
Wiosną 1938 Oddział „Beskid” wykupił budynek wraz z parcelą od magistratu miasta Nowego Sącza. 7 marca 1939, w związku ze spłatą zobowiązań powstałych w po wybudowaniu schroniska na Przehybie, Oddział „Beskid” sprzedał nieruchomość Oddziałowi Pienińskiemu PTT za 2 000 zł.
W trakcie II wojny światowej budynek schroniska był oparciem partyzantów oraz osób nielegalnie przekraczających granicę. Po wojnie, od 1950 obiekt był zarządzany przez Polskie Towarzystwo Turystyczno-Krajoznawcze. Stan techniczny obiektu stale się pogarszał. W 1952 uznano, że nie nadaje się on do remontu i został rozebrany.

## Oferta
Schronisko posiadało dwa pomieszczenia i 13 łóżek oraz możliwość noclegu kolejnych 30 osób na siennikach. Oferowało posiłki i napoje w sezonie letnim.

## Szlaki turystyczne
Ze Szczawnicy w 1936 rozchodziły się następujące szlaki turystyczne:
- na Trzy Korony (982 m n.p.m.) przez Sokolicę (747 m n.p.m.), Czertezik (772 m n.p.m.) lub dolinę Pienińskiego Potoku oraz Zameczek Św. Kingi,
- Drogą Pienińską do Czerwonego Klasztoru,
- na Wysokie Skałki (1050 m n.p.m.) przez Jaworki i dalej przez Rabsztyn (847 m n.p.m.) z powrotem do Szczawnicy,
- do jaskini Aksamitka przez Rabsztyn i Aksamitkę (841 m n.p.m.),
- do Wyżnych Drużbaków przez Rabsztyn, Lipnik i Wietrzny Wierch (1110 m n.p.m.),
- do Drużbaków przez Wysokie Skałki, Folwark i Jurową (976 m n.p.m.),
- na Przehybę (1173 m n.p.m.).